# Igarapava
Igarapava es un municipio brasilero del estado de São Paulo. Se localiza a una latitud 20º02'18" sur y a una longitud 47º44'49" oeste, estando a una altitud de 576 metros. Su población estimada en 2004 era de 27.773 habitantes.

## Historia
El nombre del municipio tiene origen en la lengua guaraní, que significa puerto de las canoas.
Las tierras donde hoy se localiza el municipio de Igarapava, fue lugar de pasaje y descanso de los exploradores, curso a las minas de los goyazes. Estas tierras fueron donadas por la Corona Portuguesa, alrededor de 1720 a los exploradores Bartolomeu Bueno da Silva (El Anhanguera) y Juán Leche da Silva Ortiz. El 7 de febrero de 1851, la ley nº 07 elevó el poblado a la categoría de distrito. El 25 de agosto de 1892, por la ley estatal nº 80, fue creada la Comarca de Santa Rita do Paraíso. El 19 de diciembre de 1906 Santa Rita do Paraíso fue elevado a la categoría de municipio por la ley estatal número 1038. 

## Geografía
Localizada en Rio Grande, a 575 km de Belo Horizonte y 450 km de São Paulo, está la Usina Hidroeléctrica de Igarapava, con capacidad instalada de 210 MW, formada por 5 unidades geradoras tipo Bulbo, es considerado un gran marco para la generación de energía en el Brasil, debido a su movimiento pionero.

### Demografía
Población total: 25.925
- Urbana: 24.037
- Rural: 1.888
- Hombres: 12.762
- Mujeres: 13.163

Densidad demográfica (hab./km²): 55,50
Mortalidad infantil hasta 1 año (por mil): 16,48
Expectativa de vida (años): 70,89
Tasa de fertilidad (hijos por mujer): 2,07
Tasa de alfabetización: 91,00%
Índice de Desarrollo Humano (IDH-M): 0,790
- IDH-M Salario: 0,719
- IDH-M Longevidad: 0,765
- IDH-M Educación: 0,886

(Fuente: IPEAFecha)

### Hidrografía
Igarapava se encuentra sobre el margen izquierdo del Río Grande, que marca la división entre los estados de Minas Gerais y São Paulo

## Administración
- Prefecto: Dr. Francisco Tadeu Molina (2009/2012)
- Viceprefecto: Dr. José Humberto Lacerda(2009/2012)
- Presidente de la cámara: Biro-Biro (2010/2011)

## Turismo
El municipio festeja su aniversario el día 22 de mayo. En esa fecha es realizada la tradicional Fiesta de la Caña (tiene ese nombre pues el municipio es rodeado por usinas obteniendo así sus divisas gracias al plantío de la misma).